# Pénztervezés
A pénztervezés, más szóval érmetervezés (melyhez szorosan kötődik az éremtervezés) során egy személy valamilyen célból érmét tervez.
Az érmetervezés alapja, de nem része az érme vagy emlékérme tárgyát képező téma kiválasztása. Mivel az érme mindig megrendelésre készül, annak kibocsátója határozza meg az érmén megjelenő témát, a kötelezően megjelenő elemek összességét (verde jelzés, kibocsátás évszáma, címlet, pénznem stb.). Kijelöli a felhasználható motívumok körét, megadja a feliratok pontos szövegét. A tervezőnek ebben a szűk mozgástéren belül kell dolgoznia.
Éremtervezés során, amennyiben felkérésre készülő alkotásról van szó, szintén a megrendelő jelöli ki a lehetőségek határait. Ennek ellenére az alkotó ebben az esetben – általában – az érme tervezésnél nagyobb szabadságot élvez, mivel a kötelező elemek száma kisebb.
„Művészi érem” azaz autonóm éremművészeti alkotások tervezése esetén teljes a művészi szabadság, csak az egyéni kifejezőerő és fantázia szab annak határt.

## Érmetervezés kezdetei

### Vert érme

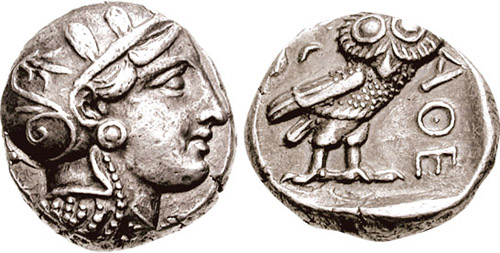
Görög vert érme (Athén)

A pénztervezés egyidős a pénzveréssel. A pénzérmék tervezői hosszú időn keresztül az azokat előállító mesteremberek voltak. Az évszázadokon át megszokott módszer szerint, a pénzkibocsátó meghatározta, hogy mi szerepeljen az érmén. Ezt követően a vésnökmester a nyers verőszerszám nyomófelületére felvázolta az éremképet, és kézi munkával a valós méretben (1:1), közvetlenül véste, poncolta bele a minta negatívját. A régi pénzérméken jól megfigyelhető, hogy a mintázat azonos helyen azonos motívumokat ábrázol, mégis időnként kifejezetten nagy esztétikai különbségek vannak a különböző példányok között. Ez abból adódik, hogy a mai szemmel nézve meglehetősen lágy verőszerszámok kevés veret elkészítésére voltak alkalmasak, így viszonylag sok szerszámot kellett adott mennyiségű érme gyártásához elkészíteni. Mivel a szerszámok egyedileg kézi munkával készültek és a gyakorlott vésnök keze közül sem kerül ki két azonos darab, az eltéréseknek ez az egyik oka. A másik, a különböző vésnökök eltérő képessége, tudása.

### Öntött érme

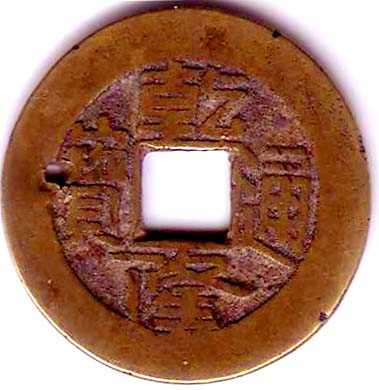
Kínai öntött bronz érme

A „fémöntéssel” előállított érme, érem felületi finomsága soha nem éri el egy vert érem felületi minőségét. Ez a kezdetektől fogva a mai napig így van. Mindkét technológia fejlődik, de ez a különbség, még ha csökken is, de fennmarad. A különböző öntészeti eljárásokkal készülő érmék, érmek közös alapvető tulajdonsága, hogy az öntőminta mindig 1:1-es méretarányban készül, tehát az öntvény, más anyagból (esetünkben fémből) készült másolata a mintadarabnak.
A kezdeti egyszerű öntészeti eljárások alkalmazása során az érme végső formájának megtervezése a kivitelező szakember munkájának része volt. A megrendelő elképzelésének tárggyá formálása a gyártás részét képezte. A mintát viaszból készítették a későbbi érme nagyságában. Ezt vették körül olyan agyaggal, mely a kiégetését követően a fémöntést is gázképződés nélkül elviselte. Ez a speciális cserép forma, más néven kokilla két félből készült, és az öntő csatornákat és az érme alakjának negatív képét tartalmazta. Mivel az „öntőfa” megdermedés után sérülésmentesen kiemelhető volt a formából, azt többször is fel tudták használni. Öntött érméket találunk a római pénzek között, de ma már jól ismertek a közepén négyzetes nyílással gyártott kínai bronz érmék is.

## Érme- és éremtervezés a közelmúltban

### Vert érme
A verőszerszámok készítését a XIX. sz. utolsó harmadában döntően megváltoztatta a „redukálógép” más néven pantográf marógép megjelenése. Az új technika tette lehetővé, hogy már ne csak a fémek megmunkálásában jártas szakemberek tervezzenek érméket, hanem a szobrászok is egyre inkább birtokba vegyék ezt a műfajt. A verőszerszám elkészítésében ez az új technika lehetővé tette, hogy az érme, érem tervezését, ne a vésnök tudása határozza meg, bár voltak néhányan közöttük, akik magas művészi színvonalon dolgoztak.

### Öntött érme, érem
A vert érmék elterjedése visszaszorította a kezdetekben is csak kisebb mennyiségben gyártott öntött érmék készítését. A verés ugyan magas költségekkel járó előkészítést kíván (szerszámkészítés), de a nagy tömegű gyártás esetén ez válik gazdaságossá.
Az érmek előállítására az éremművészetben a különböző öntészeti eljárások megtartották, máig őrzik vezető szerepüket. A különböző technológiák közül elsősorban a homokformázás terjedt el, ami lehetővé teszi, hogy kisebb példányszám esetén, akár 1 darab is gazdaságosan elkészíthető.
Az autonóm érmek megjelenésének ideje erre az időszakra tehető. Témájuk elsősorban illusztratív, klasszikus jelenetek ábrázolására szorítkozik.

## Érme- és éremtervezés napjainkban

### Vert érme, érem
A szobrász- és ötvösművészek megjelenése az érmetervezésben, alapvető változást hozott, de nem vált egyeduralkodóvá. Jelenleg is jól láthatóan tovább él a hagyomány, hisz vannak országok, ahol az éremművészet mint autonóm műfaj szinte nem is létezik, kizárólag az állam pénzverdéjének vésnökei foglalkoznak érem, érme tervezésével. A Magyar Pénzverő Zrt. jelenlegi fővésnöke Kósa István is készít érem- és érmeterveket. A jelenlegi forgalmi pénzek is részben az ő alkotásai. Vannak olyan országok, ahol nincs pénzverés, tehát a saját forgalmi pénzüket is külföldön terveztetik, gyártatják. A Magyar Pénzverő Zrt. is készít külföldi megrendelésre forgalmi érméket.
A Magyar Nemzeti Bank jelenlegi gyakorlatában az általa meghatározott emlékérme kibocsátáshoz éremművészeket kér fel a tervezésre. A meghívásos pályázat keretén belül, minden témában 3-5 hivatásos művész kap meghívást. A pályázat dokumentációjában mindkét éremoldal tervei és a koncepció leírása szerepel. A grafikai lapokon benyújtott érmeterveket nagy számú szakértőkből álló zsűri bírálja el. Döntésük meghozatalában többek között az adott téma szakértője, numizmatikai szakértő, művészettörténész, szobrászművész, ötvösművész, és az MNB képviselői foglalnak helyet. A testület álláspontja előterjesztésként kerül a döntéshozó MNB elnöke elé.

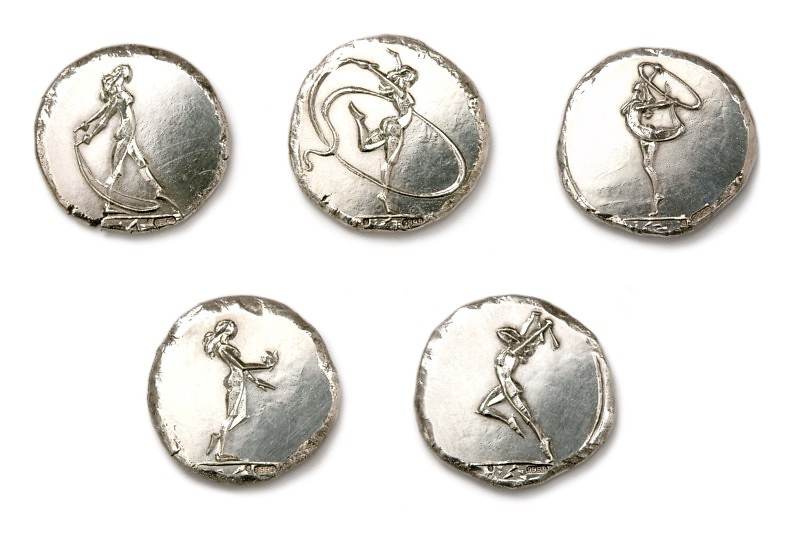
ifj. Szlávics László: Tornászlányok, színezüst, kézzel vert, éremsorozat, 45mm/db

Az autonóm éremművészeti alkotások között az 1980-as években tűntek fel ifj. Szlávics László vert érmei, melyekkel az ősi, kézzel vésett verőtövekkel a kézi pénzverés technológiáját elevenítette fel. Az ő esetében az éremkép előzetes vázlatok alapján, közvetlenül a nyers szerszám felületére, kézzel felrajzolva készült. A végleges éremkép negatívja a művész által kézi szerszámokkal végzett vésés közben alakult ki. Az így készült verőtőre helyezett lapkát kalapáccsal verte, zömítette éremmé.

### Öntött érem
A megrendelővel történt konzultáció során kerülnek meghatározásra a majdani érem konkrét paraméterei. Alak, méret, anyag, technika. Amennyiben a művész saját elhatározásából, nem megrendelésre készíti alkotását, akkor maga határozza meg mindezeket.
Ma már öntészeti eljárással fizetőeszközt, tehát érmét, nem gyártanak, de az éremművészet területén az emlékérmek, ajándék érmek, névjegyérmek és művészi érmek készítése terén uralkodó technika. Különböző válfajai (lásd öntészet) élnek napjainkban.

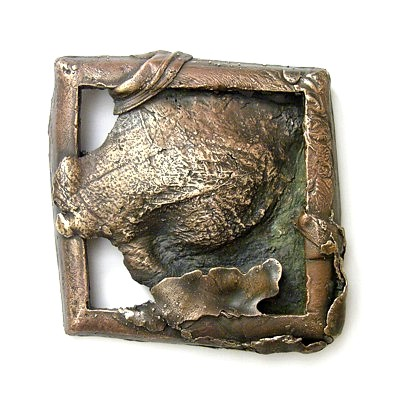
Szöllőssy Enikő: Meditáció 3 – becsukott pillantás, bronz, viaszveszejtéses öntés, 95x95mm

Az autonóm éremművészeti alkotások között első helyen kell megemlíteni, hogy a hagyományos homokformázás mellett Magyarországon az 1970-es évek közepétől az éremművészek körében reneszánszát éli a viaszvesztéses, avagy viaszveszejtéses öntészeti eljárással készült érmek készítése. Ez a módszer, a precíziós öntészet egy archaikus változata, mely korszerű anyagok felhasználásával alkalmazza az ősi technikát. Lényege, hogy a művész viaszból mintázza meg az egyedi érmet, melynek kiöntése során a viasz minta megsemmisül, és a fémöntvény így egyedi darabként készül el. Ezen a területen kiemelkedő alkotásokat láthatunk többek között Kótai József, Ligeti Erika, Szabó György, Szunyogh László, Szöllőssy Enikő életművében. Kótai József az egyedi viaszmintázás mellett a „centrifugál öntés” ősi változatát elevenítette fel, amikor „parittyában” öntötte ki ezüst érmeit. Ennek a technológiának a lényege, hogy acél láncból készült parittyához nagyon hasonló eszközben helyezik el az öntőformát. Miután beleöntötték az olvadt fémet, kézzel megpörgetve a „parittyát”, a centrifugális erő préseli a negatív legapróbb nyílásaiba is a folyékony fémet. Ennek az öntészeti eljárásnak korszerű formáit elsősorban az ékszeriparban, de kisméretű öntött érmek, emléktárgyak tömeggyártására is használják.

## A konkrét terv elkészítésének folyamata

### Vert és öntött érme, érem
Megrendelésre készülő érme, érem esetében a már meghatározott témában forrásmunkák felkutatása a legelső lépés. Ezt követi az a folyamat, mely nehezen leírható, minden alkotó esetében egyéni. Ennek során az éremművész átgondolja, hogy milyen lehetőségeket lát a feladat megoldására. A művész felkészültségéből, egyéniségéből, felfogásából, habitusából fakad az általa választott megoldás, mely figyelembe veszi az alkotás tervezett előállítási technikájának lehetőségeit, korlátait.

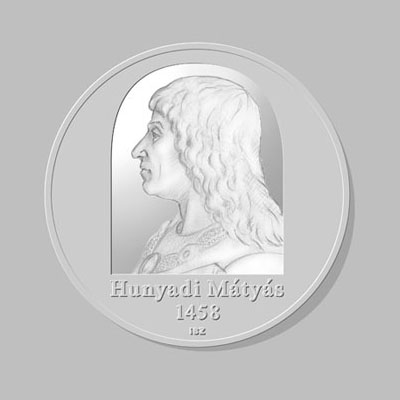
ifj. Szlávics László: Hunyadi Mátyás trónra lépésének 550. évfordulója, emlékérme, hátlap grafikai terve, 2007.

A tervező gondolatait rajzi vázlatok formájában veti papírra. Ezeket az elsősorban a kompozíció meghatározását célzó skicceket követik a már konkrét tervek, melyek készülhetnek bármely grafikai eljárással, ami az alkotó egyéniségéhez közel áll. Ma már a személyi számítógép is ezen eszközök sorában foglal helyet. Legtöbb esetben ez utóbbi használata során sem elkerülhető a szabadkézi rajz, mely digitalizálva kerül a vektorgrafikus programmal létrehozott érme- érem terv adatállományába. Így az érme- vagy éremkép sok esetben szinte fotószerűen jeleníthető meg. A vázlatok és a kész grafikai tervek mérete szinte mindig meghaladja a tervezett érme, érem valós méretét. A jelenleg pénztervezéssel foglalkozó éremművészek között még többen a szabadkézi rajzzal készült terveket részesítik előnyben (Fritz Mihály, Soltra E. Tamás, Sz. Egyed Emma), vannak akik e mellett már a számítógép adta lehetőségekkel is élnek (Gáti Gábor, Szöllőssy Enikő, ifj. Szlávics László).
Az autonóm éremművészeti alkotások elkészítése során nem minden esetben készül előtanulmány rajzban. A művészek egyéni alkotói felfogásából, munkamódszeréből, a választott technika szükségszerűségeiből adódóan rendkívül széles keretek között mozog a tervezés módszereinek folyamata.

## A plasztikával szemben támasztott követelmények

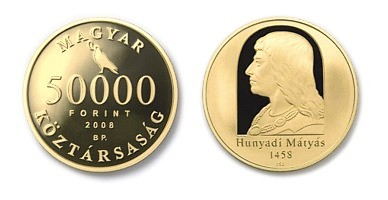
ifj. Szlávics László: Hunyadi Mátyás trónra lépésének 550. évfordulója, arany, emlékpénzérme, MNB, 2008.

### Pénzérme
A pénzverde technológiai háttere szabja meg a mintadarabtól elvárt műszaki paramétereket. A Magyar Pénzverő Zrt. esetében a szükséges minta mérete általában 14 – 16 cm átmérőjű gipsz tányér, ahol a perem magassága mintegy 1,5 – 1,7 mm. A rajta megjelenő plasztika magassága ezt nem haladhatja meg. Ugyanakkor a tervezett érme felületén megjelenő motívumok legkisebb magassága 0,5 mm. Tehát az egész érmekép ebben a rendkívül kis mérettartományban helyezkedik el. Természetesen ezeket az adatokat a tervezett veret átmérője, anyaga, a tervezett verési felület (proof azaz „tükörveret”, vagy „verdefényes”) is befolyásolja.

### Vert érem
Szintén a verőműhely technológiai háttere szabja meg a határait. Megegyezhet a fentebb leírtakkal, de lehet annál szabadabban kezelt is. Az adott verde szakembereivel történő konzultáció során alakítják ki, határozzák meg a minta műszaki paramétereit. Ennek legfontosabb része a mintadarab átmérőjének és a hozzá tartozó plasztikai magasságnak a meghatározása.

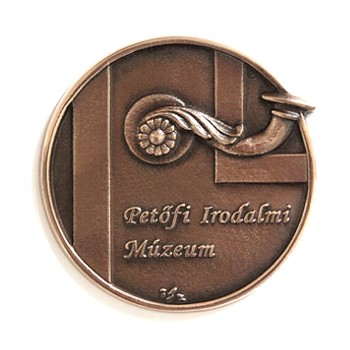
ifj. Szlávics László: Fáma-díj, PIM, 2004, homokformázással készült öntött érem

### Öntött érem
A kiválasztott öntészeti eljárás technológiájából adódó lehetőségek és korlátok határozzák meg az öntőminta elkészítésénél alkalmazott művészi megoldásokat. Ezek határa rendkívül széles keretek között mozog, ezért a művészi szabadságot alig korlátozza.
- A homokformázás esetén a mintadarabot úgy kell elkészíteni, hogy a szilárd negatívból sérülésmentesen kiemelhető legyen, tehát a formák „aláfordulást” semmiképp ne tartalmazzanak. Amennyiben ez elkerülhetetlen, akkor nagyobb méret esetén lehetőség van a speciális öntőhomokból több darabból álló formát készíteni. A darabformákból összeálló negatívot egy külső „köpeny” tartja egyben az öntés során. Így bonyolultabb kisplasztika jellegű érem is reprodukálható fémből.
- Precíziós öntés alkalmazása esetében a formák teljesen szabadon alakíthatóak, mivel a kisméretű éremmintáról – sokszorosítás esetén – elasztikus szilikongumi negatívot készítenek. Ebbe a gumiformába kis nyomással speciális öntőviasz préselésével jön létre az a darab, ami köré a fémöntés során egyedi formát készítenek (lásd: öntészet).

## A plasztika elkészítése
A kész, kidolgozott grafika alapján készül el az a plasztikus modell, mely a későbbi „gyártás” mintájául szolgál. Elkészítésének két alapvető módja van. Ezek külön-külön, de egymással vegyítve is alkalmazhatóak. Első lépésben a grafikai tervet kell a plasztika alapjára áttenni.

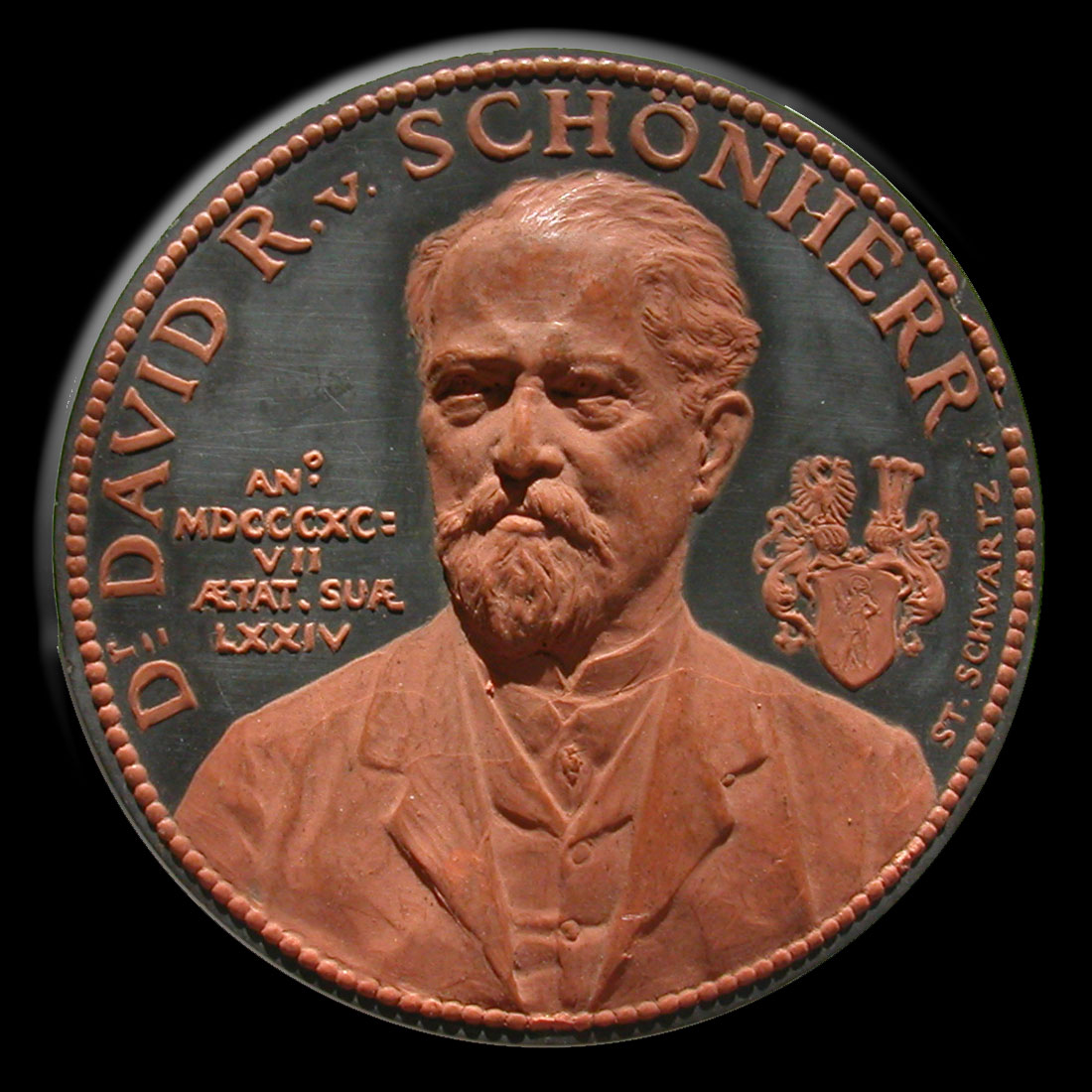
Schwartz István: Dr. David Ritter von Schönherr, (1822-1897) emlékérem, hagyományosan pala alapon plasztilinből mintázott terv

### Mintázás
A régebbi mesterek az érem alapjául fekete palatáblát használtak, amire az alakokat, motívumokat mintázták fel viaszból. A mintázásra használható ma is viasz vagy ennek egy speciális korszerűbb változata a plasztilin (egyfajta „gyurma”), de az agyag is megfelel, bár annak nedvesen tartása kis méretnél nagy odafigyelést kíván. Az érem alapjául sokan üveget vagy átlátszó műanyag lapot használnak. Ebben az esetben az átlátszó lapot a rajz fölé helyezik, és így mintázzák rá a motívumokat. A sík lap nem minden esetben fontos, sőt a művész szándékától függően akár nemkívánatos is lehet. Ahol az alap is mintázott felületű, ott a rajzot szabadon, kézzel, vagy pauszpapír segítségével karcolják a felületre. Ha elkészül a minta, akkor arról gipszből negatív öntvényt készítenek. Sokan ebbe az öntött gipsz felületbe vésik bele az apróbb részleteket és a feliratot is. A gipsz negatív segítségével készül el a pozitív gipsz öntvény, mely az öntőminta vagy a verőszerszám modellje lesz. Ezen a pozitív gipsz mintán még van lehetőség apróbb igazításokra, ami általában vésést jelent.
Az autonóm éremművészeti alkotás esetében lehetőség van olyan teljesen szabadon, látszólag kötöttségektől mentesen mintázott érem elkészítésére, amiről egyedi öntészeti eljárással készül a fém változat. (Lásd feljebb: 3.2)

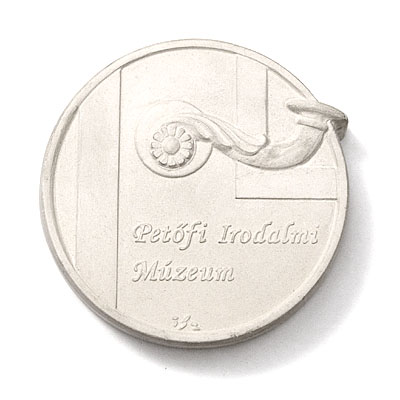
ifj. Szlávics László: Fáma-díj, PIM, 2004, vésett technikával készült gipsz öntőminta

### Vésés
Egyenes (általában) üveg felületre gipszet öntenek. Az anyag megszilárdulását követően egyik oldala teljesen sík lesz. Az így kapott gipsz lap felületére kell a rajzot minél nagyobb pontossággal átvinni. Ez történhet indigó vagy pauszpapír segítségével. Az előrajzolás természetesen készülhet szabadon kézzel is. Ennek alapján, a gipsz lapba történő véséssel készül el a tervezett érem-, érmekép negatívja. A munka közben a negatív felületbe képlékeny anyagot nyomva vett mintán lehet az elvégzett munka folyamatát követni. Amikor a művész úgy látja, hogy a tevékenysége eredményre vezetett, akkor a véséssel kialakított negatívról pozitív öntvényt készít, amin leellenőrzi munkáját. Ha megfelelőnek mutatkozik, akkor kész is a mű, de még a pozitív mintán is van lehetősége véséssel javítani, vagy apróbb részleteket kidolgozni. Sok esetben a pozitív minta átvésését követően, arról újabb negatív mintát öntenek, amin tovább finomítható a plasztika. A modell így többször „átforgatva” nyeri el végső formáját.

## Művészi érem

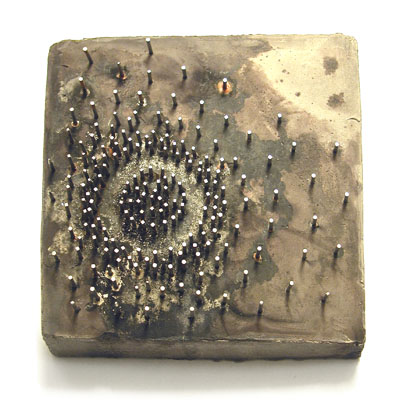
Lieb Roland Ferenc: Ostrom, beton, acél, vegyes technika, 2008, 150mm

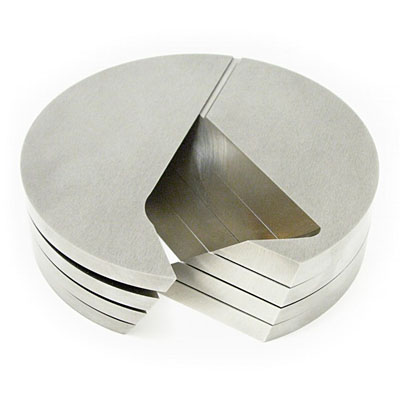
Csepregi Sándor: Társadalom, krómacél, szerelt érem, 1987, 140mm

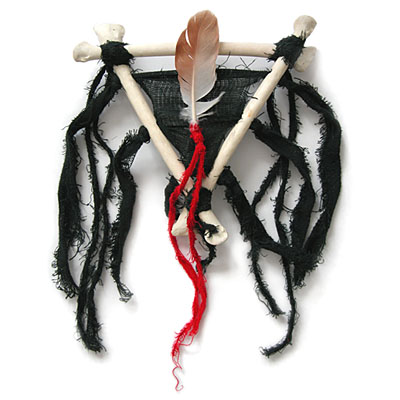
ifj. Szlávics László: Angyali üdvözlet, csont, toll, textil, vegyes technika

Tervezése ma már hasznosítja a képző- és iparművészet rendkívül sok területén alkalmazott módszereket. A különböző éremművészeti alkotások legyenek azok sokszorosíthatóak vagy egyediek, az elkészítésük módjából adódnak a tervezéssel szemben támasztott követelmények. Érmek készülhetnek klasszikus, de eddig ritkán, vagy alig alkalmazott technikákkal:
- agyagból, préseléssel vagy öntéssel
- porcelánból, öntéssel
- üvegből, öntéssel, rogyasztással, csiszolással, lapokból ragasztva, tömbösítve (lásd: Lugossy Mária, Bohus Zoltán, Gonzales Gábor munkásságát).
- kőből, márványból, egyedileg faragva (lásd: Holdas György alkotásait).
- betonból, öntéssel (lásd: Lieb Roland Ferenc alkotásait)

Ezek mellett szeretném kiemelni azt a két munkamódszert, mely napjainkban az éremművészetben is egyre nagyobb teret foglal el.

### Szerelt érem
Az elsősorban fémek felhasználásával, valamely ipari technológiával készülő egyedi alkatrészekből összeállított alkotás. Tervezése során alkotójuk az általa jól ismert műszaki háttérből kiindulva, a kezdeti rajzi vázlatokat követően, műszaki rajzokat készít. A saját maga, vagy speciális tudással rendelkező szakember segítségével legyártott alkatrészekből állítja össze alkotását (lásd: Csiky Tibor, Friedrich Ferenc, Csepregi Sándor, Budahelyi Tibor, Lugossy Mária alkotásait, Harasztÿ István és ifj. Szlávics László érem-mobiljait).

### Talált tárgyak felhasználása
Az avantgárd mozgalom megjelenése óta eltelt száz év során a képzőművészeti alkotások anyaghasználata egész szélsőséges példákat mutat. Ezek konszolidáltabb megjelenési formája felfedezhető az éremművészet területén.
A munkamódszer sajátos „anyaggyűjtéssel” kezdődik. A „talált” tárgyakat a művész tudatosan keresi, gyűjti össze, hogy azokból a már meglévő elképzelése szerint műtárgyat hozzon létre. Ebben a folyamatban szerves és szervetlen anyagdarabok, gépalkatrészek, és még számtalan a civil érdeklődő számára leginkább csak „szemét” kategóriába tartozó tárgyat halmoz fel. Ezeket a darabokat illeszti be készülő művébe, vagy azok összeépítésével, kiegészítésével hoz létre új művészi alkotást. (Lásd: Assemblage)
- Klasszikus öntött érmekkel való összeépítésükre Gáti Gábor alkotásai jelentik a legszebb példát, de ide sorolhatóak Palotás József állati szőrmével kiegészített öntött érmei is.
- Van aki papírból, különböző fém- és kődarabokból készít kollázs technikára jellemző módon érmet (lásd: Kalmár János, Horváth László munkáit).
- A különböző nyomtatott áramkörök, mikrochip, egyes esetekben azok működő formában való felhasználására elsősorban ifj. Szlávics László és Lieb Roland Ferenc alkotásain láthatunk példát.